# Patrick Hässig
Patrick Hässig, né le 1er décembre 1979 (originaire de Zurich), est une personnalité politique suisse, membre des Vert'libéraux.
Il est député du canton de Zurich au Conseil national depuis décembre 2023.

## Biographie
Patrick Hässig naît le 1er décembre 1979. Originaire de Zurich, il grandit avec sa sœur cadette à Zurich, dans le quartier d'Oerlikon. Il vit avec sa mère à la suite de la séparation de ses parents alors qu'il est âgé de 7 ans.
Après un apprentissage d'employé de commerce dans une assurance, il travaille pendant 18 ans comme animateur de radio, notamment sur Radio SRF 3, et animateur d'une émission pour jeunes puis d'un quiz télévisé sur SRF,,.
Il suit, à l'âge de 38 ans, une formation d'infirmier pendant trois ans à Zurich,. À côté de son nouveau métier, qu'il exerce à un taux de 50 % à l'hôpital Triemli (de) (30 % depuis son élection au Conseil national), il initie depuis 2004 les jeunes au tambour au Conservatoire de Zurich,.
Il a le grade de sergent à l'Armée suisse, où il est joueur de tambour au sein de la fanfare militaire des Forces aériennes. Il décide à l'âge de 33 ans de faire un service civil au sein d'un hôpital zurichois au lieu d'accomplir ses derniers jours (90) de service militaire.
Il vit en couple à Zurich, dans le quartier de Seebach, avec son compagnon, un Valaisan directeur d'une PME.

## Parcours politique
Il adhère aux Vert'libéraux, dont son compagnon était déjà membre. Son baptême de feu politique a lieu dans l'émission Arena (de) en octobre 2021, à l'occasion d'un débat consacré à l'initiative populaire sur les soins infirmiers.
Il est membre du Conseil communal (législatif) de la ville de Zurich du 4 mai 2022 au 24 novembre 2023 et du Conseil cantonal de Zurich pendant quelques mois, du 8 mai 2023  à novembre 2023. Il y est brillamment élu à sa première tentative.
Premier des viennent-ensuite de la liste vert'libérale pour le Conseil national lors des élections fédérales d'octobre 2023, il accède à la chambre basse du parlement suisse grâce à l'élection au second tour de Tiana Moser au Conseil des États. Il siège au sein de la Commission de la politique de sécurité (CPS) et de la Commission de gestion (CdG).